# Réans
 Réans  là một xã thuộc tỉnh Gers trong vùng Occitanie tây nam nước Pháp. Xã này có độ cao trung bình 136 mét trên mực nước biển.